# Carmel formáció
A Carmel formáció egy geológiai formáció a San Rafael formációcsoportban, képződményei az Amerikai Egyesült Államokban, a Colorado-fennsíkon, több állam (Wyoming, Utah, Colorado, Északkelet-Arizona és Új-Mexikó) területén elterjedtek a földfelszínen. A Carmel formáció a középső jurában a késő bajoci, a bathi és a kora callovi korszak során képződött.
Habár a Capitol Reef Nemzeti Park elsősorban a Navahó Homokkő alkotta fehér dómjairól ismert, az Arany Trón (angolul Golden Throne) dómjának kiemelkedő, felső részét a Navajo formációra települt, sárga színű mészkő alkotja, mely a Carmel formációba tartozik.

## Alegységei

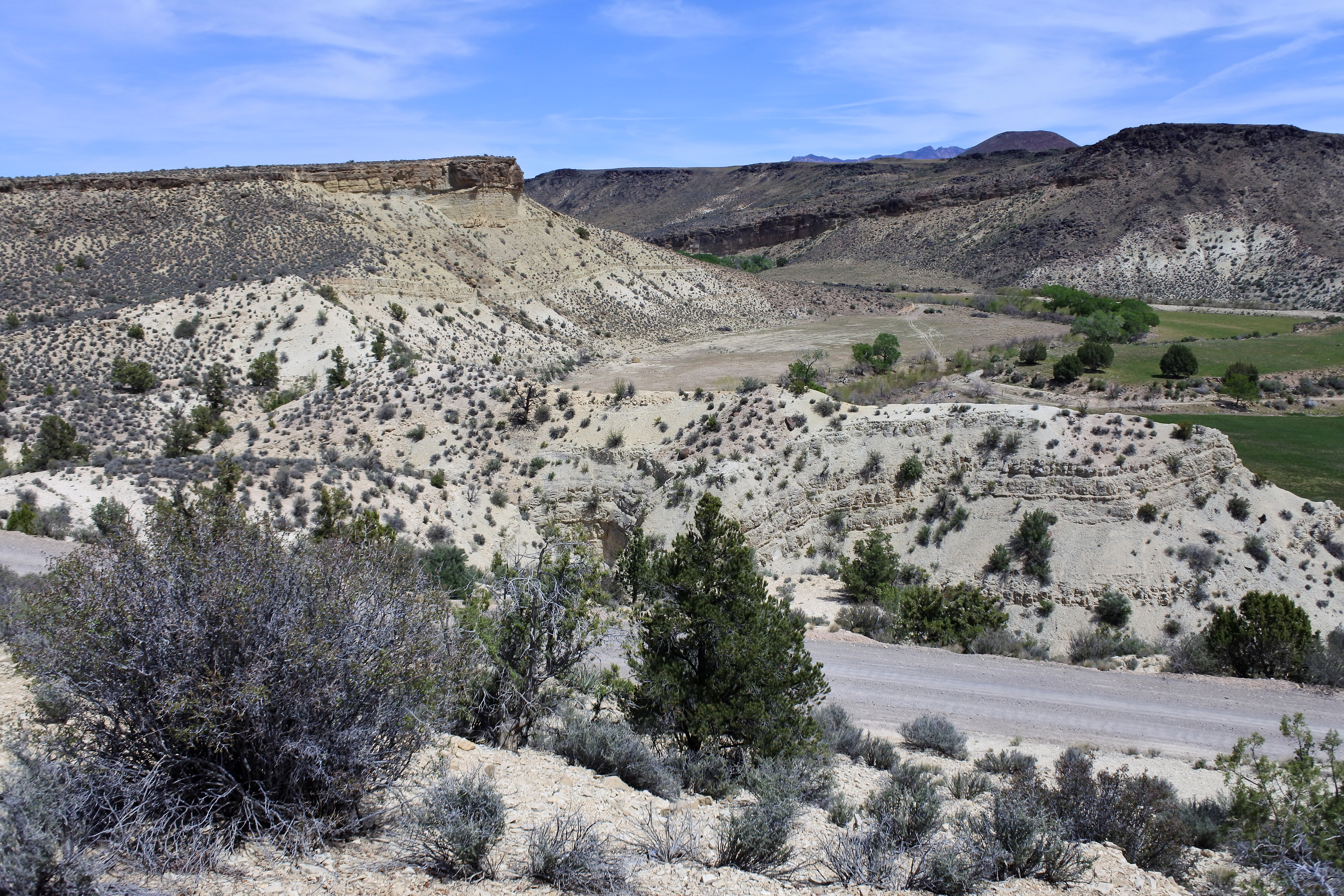
Carmel formáció Utahban

Alegységei ábécérendben, zárójelben az állam neve, ahol előfordul(?):
- Co-op Creek Limestone Member (Utah) (tükörfordításban „Co-op Creek-i Mészkő Tagozat”);
- Crystal Creek Member (Utah) (tükörfordításban „Crystal Creek-i Tagozat”);
- Homestake Limestone Member (Utah) (tükörfordításban „Homestake-i Mészkő Tagozat”);
- Judd Hollow Member (korábban Judd Hollow Tongue) (Arizona, Utah) (tükörfordításban „Judd Hollow-i Tagozat”);
- Kolob Limestone Member (Utah) (tükörfordításban „Kolobi Mészkő Tagozat”);
- Paria River Member (Utah) (tükörfordításban „Paria River-i Tagozat”);
- Wiggler Wash Member (Utah) (tükörfordításban „Wiggler Wash-i Tagozat”);
- Winsor Member (Utah) (tükörfordításban „Winsori Tagozat”).

A geológiailag elkülöníthető tartományok:
- Black Mesa Basin*
- Capitol Reef Nemzeti Park
- Great Basin tartomány
- Green River Basin
- Paradox Basin
- Plateau sedimentary province
- San Juan Basin
- Uinta Basin
- Uinta Uplift

## Ősmaradványok
A Carmel formációban számos fosszília található, például mohaállatok (Bryozoa), osztrigák (Ostrea spp.), dinoszaurusz-lábnyomok. A mohaállat-maradványok közül hét faj a meszes vázú Cyclostomaták, egy faj pedig nem elmeszesedő vázú Ctenostomaták közé tartozik.

## Fordítás
Ez a szócikk részben vagy egészben  a   Carmel Formation című angol Wikipédia-szócikk ezen változatának fordításán alapul.  Az eredeti cikk szerkesztőit annak laptörténete sorolja fel. Ez a jelzés csupán a megfogalmazás eredetét és a szerzői jogokat jelzi, nem szolgál a cikkben szereplő információk forrásmegjelöléseként.